# كازو كيمورا
كازو كيمورا (باليابانية: 木村一夫) هو منافس ألعاب قوى ياباني، (ولد في هيوغو في اليابان 1909  م).

## وصلات خارجية
- كازو كيمورا على موقع اللجنة الأولمبية الدولية (الإنجليزية)
- كازو كيمورا على موقع أوليمبيديا (الإنجليزية)